# Ekonomist
Ekonomist je znanstvenik, ki deluje na področju ekonomije.
Za prvega znanstveno usmerjenega ekonomista velja Aristotel, medtem ko za očeta sodobne ekonomije velja Adam Smith.